# (2273) Ярило
(2273) Ярило (лат. Yarilo) — астероид главного пояса, который был открыт 6 марта 1975 года советским астрономом Людмилой Черных в Крымской обсерватории и назван в честь славянского фольклорного персонажа Ярило.

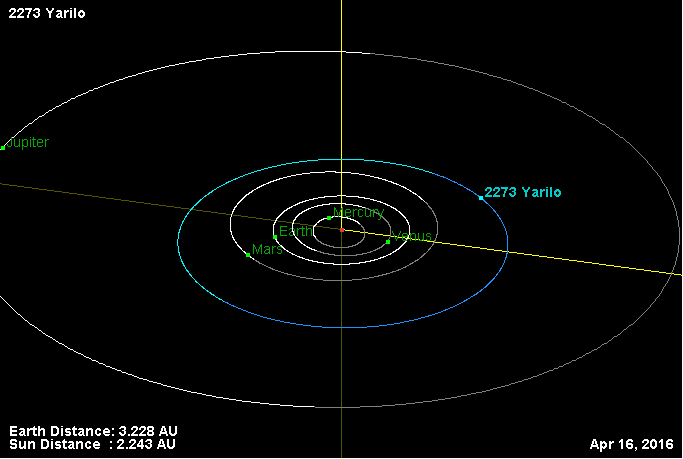
Орбита астероида Ярило и его положение в Солнечной системе